# ТЕС MM-2100
6°18′38″ пд. ш. 107°6′51″ сх. д. / 6.31056° пд. ш. 107.11417° сх. д.
ТЕС MM-2100 – теплова електростанція на заході індонезійського острова Ява. 
Майданчик ТЕС розташований на південно-східній околиці Джакарти у індустріальній зоні Megalopolis Manunggal 2100. В 2015 році тут стала до ладу встановлена на роботу у відкритому циклі газова турбіна потужністю 109 МВт, яка працює у режимі покриття пікових навантажень. 
Станція використовує природний газ (майданчик ТЕС знаходиться поблизу траси Західнояванського газопроводу).
Видача продукції відбувається по ЛЕП, розрахованій на роботу під напругою 150 кВ.